# Antonyina Vlagyimirovna Krivosapka
Antonyina Vlagyimirovna Krivosapka (oroszul: Антонина Владимировна Кривошапка; Rosztov, 1987. július 21. –) világbajnok, olimpiai ezüstérmes orosz atlétanő, futó.
Harmadik lett négyszáz méteres síkfutásban a 2009-es berlini világbajnokságon, valamint tagja volt hazája bronzérmes, négyszer négyszázas váltójának. A 2009-es torinói fedett pályás Európa-bajnokságon aranyérmes lett mind négyszázon, mind a négyszer négyszázas váltóban.

## Egyéni legjobbjai
Szabadtér
- 400 méter - 49,29

Fedett
- 400 méter - 50,55